# 国際医学生連盟
国際医学生連盟（こくさいいがくせいれんめい、International Federation of Medical Students' Associations）とは、世界の医学生による非政府組織のこと。
WHO（世界保健機関）並びにWMA（世界医師会）によって医学生を代表する国際フォーラムとして認められ、ECOSOC（国連経済社会理事会）の会員資格を持つ。1951年5月に設立。6大陸130ヵ国の141の国内組織からなる。「将来の医師たちに国際的な健康組織への包括的な参加の場を提供する事、地球にある医療の不平等などに敏感な医学生を育成する」事を組織の目標としている。本部はフランスの世界医師会内に設置。英語の略称はIFMSA(イフムサ)。

## 歴史
IFMSAは第二次世界大戦後に設立された多数の国際学生組織の一つである。最初の会合は1951年5月にデンマークのコペンハーゲンで開催された。設立時のメンバーは、イングランド、オーストリア、西ドイツ、フィンランド、ノルウェー、スウェーデン、オランダ、スイスおよびデンマークであった。1952年7月にロンドンで開催された最初の国際総会は10ヵ国の合計30人が参加した。欧州で設立された組織は、現在世界中の141の組織が加盟するまでに成長した。
IFMSAは会議やワークショップを通じて学生の交流に力を入れてきた。最初の会議は学生による症例検討会であった。1963年からはデンマーク、イギリス、スカンジナビア諸国で数多くのサマースクールが行われるようになり、医学教育、薬物、HIV/AIDSなどに関する会議も開催された。1960年代は発展途上国などの恵まれていない学生に医学書を送るプロジェクトや発展途上国に余剰の医療機器を送るプロジェクトなどを行った。1970年代はアジア、アフリカの組織設立を行った。1986年から世界保健機関（WHO）と共同のリーダーシップトレーニングプログラムが開始された。これらのトレーニングプログラムは今日も盛んに続いている。
WHOとの公式関係は1969年にスタートしている。IFMSAとWHOは多くのワークショップとトレーニングプログラムを開催している。IFMSAと国際連合教育科学文化機関は1971年以来協力関係にある。

## 活動
主な活動は学生の交換留学と多数のプロジェクトの推進である。毎年約14,000人の医学生が臨床交換留学と研究交換留学に参加している。また、公衆衛生、医学教育、性と生殖、人権と平和に関するプロジェクト、プログラム、セミナーおよびワークショップを開催している。

## 構成
IFMSAの活動はすべて、下記の6つの常任委員会の管轄下にある。
- 基礎研究交換留学に関する委員会（SCORE/スコリ）
- 臨床交換留学に関する委員会（SCOPE/スコピ）
- 医学教育に関する常任委員会（SCOME/スコミ）
- 公衆衛生に関する常任委員会（SCOPH/スコフ）
- 性と生殖・HIV/AIDSに関する委員会（SCORA/スコラ）
- 人権と平和に関する常任委員会（SCORP/スコルプ）

## 目的
組織の狙い(Aim)として以下を掲げている。
- 健康、教育、医学に関して議論する場を世界中の医学生に提供する
- それらの議論より方針を策定し、然るべき活動を実行する
- 医学生の人道性と医学倫理に対する理解を促進させる
- 医学生の臨床・基礎研究留学とプロジェクトの機構としての役割を果たす
- 他の国際組織との協力と連絡を確立するための組織となる
- 加盟組織がIFMSAによって承認されたプロジェクトのための資金を調達するためのメカニズムとして機能する

一方、加盟組織を通して世界中の医学生と社会に貢献するための組織として、以下の最終目標(Objective)を掲げている。
- 医学生に自身の知識と能力を使いこなす力を与え、社会利益に結びつける
- 世界中の医学生が個人・地域の健康、教育、研究に関連する問題を議論する場を提供し、それらの議論から政策を策定する
- 医学生のために臨床・研究交換留学、プロジェクト、トレーニングの機会を提供、運営することで、他の文化、社会、健康問題に敏感な医学生を育成する
- 加盟組織、医学生団体、国際機関の間のつながりを提供し、協力を促進させることで、最終的に社会の利益に結びつける

## 組織
IFMSAは130ヵ国の141の医学生団体から組織され、それらはNMO (National Member Organisation / 国内組織)と呼ばれる。IFMSAの活動はすべてNMOによって組織、実行されている。ほとんどのNMOはそれぞれの国で各医学部、医科大学内にLC (Local Committee / 地域組織)を持っている。LCがIFMSAの活動を調整、組織している。これらのLCを通してNMOは医学生と直接的に繋がっている。
IFMSAは加盟組織であるNMOの独立性を尊重し、NMOはどの活動に参加し、どのような活動を新規に始めるかを決定する権限を持つ。

## 会員

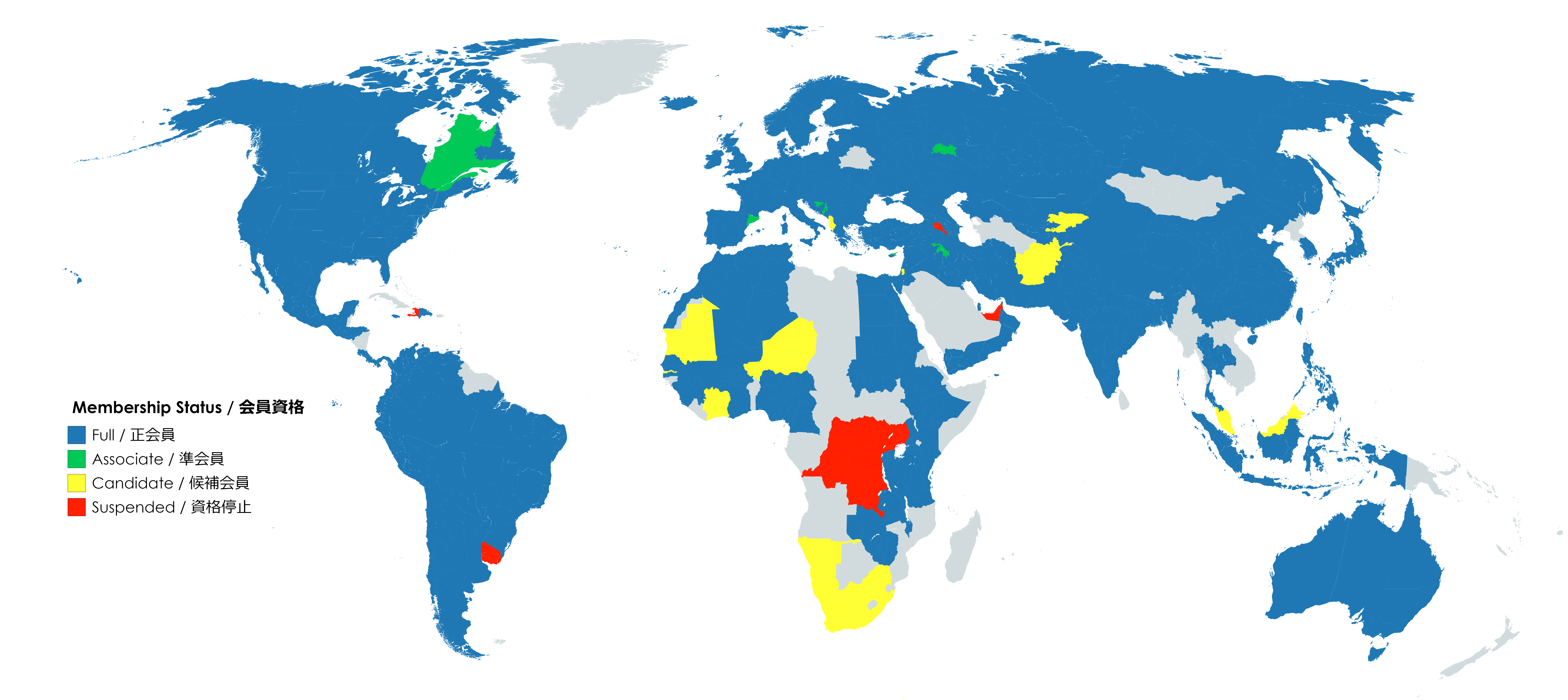
IFMSA加盟国一覧 (2020)

IFMSAには130か国・地域の141のNMOが加盟している。
台湾、コソボなど国連非加盟国・地域のNMOが台湾（中国）、コソボ（セルビア）の名称で正会員として加盟しているほか、ケベック（カナダ）、カタルーニャ（スペイン）、スルプスカ共和国（ボスニア・ヘルツェゴビナ）、タタールスタン（ロシア）、北キプロス（キプロス/トルコ）、クルディスタン（イラク）、香港（中国）など国家内の一部地域で構成されるNMOが準会員として加盟しているのも特徴である。
NMOはヨーロッパ、東地中海、アフリカ、アジア太平洋、南北アメリカの5つのうち、いずれかの地域に属している。
| 国                                             | 地域         | NMO                        | 会員ステータス       | ウェブサイト                                                                |
| ---------------------------------------------- | ------------ | -------------------------- | -------------------- | --------------------------------------------------------------------------- |
| アイスランド                                   | ヨーロッパ   | IMSIC                      | 正会員               | imsic.org/（アイスランド語） imsic.org/english/（英語）                     |
| アイルランド                                   | ヨーロッパ   | AMSI                       | 正会員               | amsiofficial.com/（英語）                                                   |
| アゼルバイジャン                               | ヨーロッパ   | AzerMDS                    | 正会員               | azermds.org/?lang=az（アゼルバイジャン語） azermds.org/（英語）             |
| アフガニスタン                                 | 東地中海     | IFMSA-Afghanistan          | 候補会員             |                                                                             |
| アメリカ                                       | 南北アメリカ | AMSA                       | 正会員               | amsa.org/（英語）                                                           |
| アラブ首長国連邦                               | 東地中海     | EMSS                       | 正会員（資格停止）   |                                                                             |
| アルジェリア                                   | 東地中海     | Le Souk                    | 正会員               |                                                                             |
| アルゼンチン                                   | 南北アメリカ | IFMSA-Argentina            | 正会員               | ifmsa-argentina.com.ar/（スペイン語）                                       |
| アルバ                                         | 南北アメリカ | IFMSA-Aruba                | 候補会員（資格停止） |                                                                             |
| アルバニア                                     | ヨーロッパ   | ACMS                       | 候補会員             |                                                                             |
| アルメニア                                     | ヨーロッパ   | AMSP                       | 正会員（資格停止）   |                                                                             |
| イエメン                                       | 東地中海     | NAMS                       | 正会員               |                                                                             |
| イギリス                                       | ヨーロッパ   | Students for Global Health | 正会員               | studentsforglobalhealth.org/（英語）                                        |
| イスラエル                                     | ヨーロッパ   | FIMS                       | 正会員               |                                                                             |
| イタリア                                       | ヨーロッパ   | SISM                       | 正会員               | nazionale.sism.org/（イタリア語）                                           |
| イラク                                         | 東地中海     | IFMSA-Iraq                 | 正会員               | ifmsaiq.org/（英語）                                                        |
| クルディスタン、イラク                         | 東地中海     | IFMSA-Kurdistan            | 準会員               | ifmsakurdistan.org/（英語）                                                 |
| イラン                                         | 東地中海     | IFMSA-Iran                 | 正会員               |                                                                             |
| インド                                         | アジア太平洋 | MSAI                       | 正会員               | msaindia.org/（英語）                                                       |
| インドネシア                                   | アジア太平洋 | CIMSA-ISMKI                | 正会員               | cimsa.or.id/（英語）                                                        |
| ウガンダ                                       | アフリカ     | FUMSA                      | 正会員（資格停止）   |                                                                             |
| ウクライナ                                     | ヨーロッパ   | UMSA                       | 正会員               | ukrmsa.com/ua/（ウクライナ語） www.ukrmsa.com/en/（英語）                   |
| ウズベキスタン                                 | アジア太平洋 | Phenomenon                 | 正会員               |                                                                             |
| ウルグアイ                                     | 南北アメリカ | IFMSA-Uruguay              | 正会員（資格停止）   |                                                                             |
| エクアドル                                     | 南北アメリカ | AEMPPI-Ecuador             | 正会員               | aemppiecuador.org/（スペイン語）                                            |
| エジプト                                       | 東地中海     | IFMSA-Egypt                | 正会員               | ifmsa-egypt.org.eg/ifmsa/（英語）                                           |
| エストニア                                     | ヨーロッパ   | EstMSA                     | 正会員               | eays.ee/（エストニア語） eays.ee/en/msa/（英語）                            |
| エチオピア                                     | アフリカ     | EMSA                       | 正会員               |                                                                             |
| エルサルバドル                                 | 南北アメリカ | IFMSA-El Salvador          | 正会員               |                                                                             |
| オマーン                                       | 東地中海     | MedSCO-Oman                | 正会員               |                                                                             |
| オランダ                                       | ヨーロッパ   | IFMSA-NL                   | 正会員               | ifmsa.nl/（オランダ語）                                                     |
| オーストラリア                                 | アジア太平洋 | AMSA                       | 正会員               | amsa.org.au/（英語）                                                        |
| オーストリア                                   | ヨーロッパ   | AMSA                       | 正会員               | amsa.at/de_DE/（ドイツ語）                                                  |
| カザフスタン                                   | アジア太平洋 | KazMSA                     | 正会員               |                                                                             |
| カタール                                       | 東地中海     | QMSA                       | 正会員               |                                                                             |
| カナダ                                         | 南北アメリカ | CFMS                       | 正会員               | cfms.org/（英語） cfms.org/fr/（フランス語）                                |
| ケベック、カナダ                               | 南北アメリカ | IFMSA-Quebec               | 準会員               | ifmsa.qc.ca/（フランス語） ifmsa.qc.ca/en/（英語）                          |
| カメルーン                                     | アフリカ     | CAMSA                      | 正会員               | camsa-cm.org/（英語）                                                       |
| 韓国                                           | アジア太平洋 | KMSA                       | 正会員               | kmsa.org/（韓国語）                                                         |
| ガーナ                                         | アフリカ     | FGMSA                      | 正会員               |                                                                             |
| ガンビア                                       | アフリカ     | GaMSA                      | 候補会員             |                                                                             |
| 北マケドニア                                   | ヨーロッパ   | MMSA                       | 正会員               | mmsa.mk/（英語）                                                            |
| キプロス                                       | ヨーロッパ   | CyMSA                      | 正会員               |                                                                             |
| キルギス                                       | アジア太平洋 | AMSA-Kyrgyzstan            | 候補会員             |                                                                             |
| ギニア                                         | アフリカ     | AEM                        | 正会員               |                                                                             |
| ギリシャ                                       | ヨーロッパ   | HelMSIC                    | 正会員               | helmsic.gr/（ギリシャ語） helmsic.gr/en/（英語）                            |
| クウェート                                     | 東地中海     | KuMSA                      | 正会員               | kumsa.co/（英語）                                                           |
| クロアチア                                     | ヨーロッパ   | CroMSIC                    | 正会員               | cromsic.hr/hr/（クロアチア語） cromsic.hr/en/（英語）                       |
| グアテマラ                                     | 南北アメリカ | IFMSA-Guatemala            | 正会員               |                                                                             |
| グレナダ                                       | 南北アメリカ | IFMSA-Grenada              | 正会員               |                                                                             |
| ケニア                                         | アフリカ     | MSAKE                      | 正会員               |                                                                             |
| コスタリカ                                     | 南北アメリカ | ACEM                       | 正会員               |                                                                             |
| コロンビア                                     | 南北アメリカ | ASCEMCOL                   | 正会員               | ascemcol.org/（スペイン語）                                                 |
| コンゴ民主共和国                               | アフリカ     | MSA-DRC                    | 正会員（資格停止）   |                                                                             |
| コートジボワール                               | アフリカ     | NOHSS                      | 候補会員             |                                                                             |
| ザンビア                                       | アフリカ     | ZAMSA                      | 正会員               |                                                                             |
| シエラレオネ                                   | アフリカ     | SLEMSA                     | 正会員               |                                                                             |
| シリア                                         | 東地中海     | SMSA-Syria                 | 正会員               |                                                                             |
| シンガポール                                   | アジア太平洋 | SiMSA-International        | 正会員               | simsa.sg/（英語）                                                           |
| ジャマイカ                                     | 南北アメリカ | JAMSA                      | 正会員               |                                                                             |
| ジョージア                                     | ヨーロッパ   | GMSA                       | 正会員               |                                                                             |
| ジンバブエ                                     | アフリカ     | ZIMSA                      | 正会員               |                                                                             |
| スイス                                         | ヨーロッパ   | swimsa                     | 正会員               | swimsa.ch/（ドイツ語） swimsa.ch/fr/（フランス語）                          |
| スウェーデン                                   | ヨーロッパ   | IFMSA-Sweden               | 正会員               | ifmsa.se/（スウェーデン語） ifmsa.se/?lang=en（英語）                       |
| スペイン                                       | ヨーロッパ   | IFMSA-Spain                | 正会員               | ifmsaspain.org/（スペイン語）                                               |
| カタルーニャ、スペイン                         | ヨーロッパ   | AECS                       | 準会員               | aecs.org/（カタルーニャ語） aecs.org/ins/（英語）                           |
| スロバキア                                     | ヨーロッパ   | SloMSA                     | 正会員               | slomsa.sk/（英語）                                                          |
| スロベニア                                     | ヨーロッパ   | SloMSIC                    | 正会員               | slomsic.org/（英語）                                                        |
| スーダン                                       | アフリカ     | MedSIN                     | 正会員               |                                                                             |
| セネガル                                       | アフリカ     | FNESS                      | 正会員               |                                                                             |
| セルビア                                       | ヨーロッパ   | IFMSA-Serbia               | 正会員               |                                                                             |
| コソボ、セルビア                               | ヨーロッパ   | KOMS-Kosovo                | 正会員               |                                                                             |
| セントルシア                                   | 南北アメリカ | IFMSA Saint Lucia          | 候補会員             | ifmsasaintlucia.org/home（英語）                                            |
| タイ                                           | アジア太平洋 | IFMSA-Thailand             | 正会員               | ifmsa-th.org/（タイ語）                                                     |
| 台湾、中国                                     | アジア太平洋 | FMS-Taiwan                 | 正会員               | fmstw.org/（中国語繁体字）                                                  |
| タジキスタン                                   | アジア太平洋 | TJMSA                      | 正会員               |                                                                             |
| タンザニア                                     | アフリカ     | TAMSA                      | 正会員               |                                                                             |
| チェコ                                         | ヨーロッパ   | IFMSA-CZ                   | 正会員               |                                                                             |
| 中国                                           | アジア太平洋 | IFMSA-China                | 正会員               |                                                                             |
| 香港特別行政区、中国                           | アジア太平洋 | AMSAHK                     | 準会員               | amsahk.org/（英語）                                                         |
| チュニジア                                     | 東地中海     | Associa-Med                | 正会員               |                                                                             |
| チリ                                           | 南北アメリカ | IFMSA-Chile                | 正会員               | ifmsa.cl/wp/（スペイン語）                                                  |
| デンマーク                                     | ヨーロッパ   | IMCC                       | 正会員               | imcc.dk/（デンマーク語） imcc.dk/eng（英語）                                |
| トリニダード・トバゴ                           | 南北アメリカ | TTMSA                      | 正会員               |                                                                             |
| トルコ                                         | ヨーロッパ   | TurkMSIC                   | 正会員               | turkmsic.net/（トルコ語）                                                   |
| 北キプロス、トルコ                             | ヨーロッパ   | MSANC                      |                      | msanorthcyp.org/（英語）                                                    |
| トーゴ                                         | アフリカ     | AEMP-Togo                  | 正会員               | aemptogo.com/（フランス語）                                                 |
| ドイツ                                         | ヨーロッパ   | bvmd                       | 正会員               | bvmd.de/（ドイツ語）                                                        |
| ドミニカ共和国                                 | 南北アメリカ | ODEM                       | 正会員               |                                                                             |
| ドミニカ国                                     | 南北アメリカ | IFMSA-Dominica             | 候補会員             |                                                                             |
| ナイジェリア                                   | アフリカ     | NiMSA                      | 正会員               |                                                                             |
| ナミビア                                       | アフリカ     | MESENA                     | 候補会員             |                                                                             |
| ニジェール                                     | アフリカ     | AESS                       | 候補会員             |                                                                             |
| 日本                                           | アジア太平洋 | IFMSA-Japan                | 正会員               | ifmsa.jp/                                                                   |
| ネパール                                       | アジア太平洋 | NMSS                       | 正会員               | nmss.org.np/（英語）                                                        |
| ノルウェー                                     | ヨーロッパ   | NMSA                       | 正会員               | medisinstudent.no/（ノルウェー語）                                          |
| ハイチ                                         | 南北アメリカ | AHEM                       | 正会員（資格停止）   |                                                                             |
| ハンガリー                                     | ヨーロッパ   | HuMSIRC                    | 正会員               | humsirc.hu/（ハンガリー語） humsirc.hu/content/our-incomings-0（英語）      |
| バングラデシュ                                 | アジア太平洋 | BMSS                       | 正会員               | bmssbangladesh.org/（英語）                                                 |
| パキスタン                                     | アジア太平洋 | IFMSA-Pakistan             | 正会員               | ifmsapakistan.wordpress.com/（英語）                                        |
| パナマ                                         | 南北アメリカ | IFMSA-Panama               | 正会員               |                                                                             |
| パラグアイ                                     | 南北アメリカ | IFMSA-Paraguay             | 正会員               |                                                                             |
| パレスチナ                                     | 東地中海     | PMSA                       | 候補会員             |                                                                             |
| フィリピン                                     | アジア太平洋 | AMSA-Philippines           | 正会員               |                                                                             |
| フィンランド                                   | ヨーロッパ   | FiMSIC                     | 正会員               | fimsic.org/sivu/etusivu（フィンランド語） fimsic.org/sivu/en-fimsic（英語） |
| フランス                                       | ヨーロッパ   | ANEMF                      | 正会員               | anemf.org/（フランス語）                                                    |
| ブラジル                                       | 南北アメリカ | DENEM                      | 正会員               | denem.org.br/ （ポルトガル語、英語、フランス語、ドイツ語、スペイン語）      |
| ブラジル                                       | 南北アメリカ | IFMSA Brazil               | 準会員               | ifmsabrazil.org/（ポルトガル語）                                            |
| ブルガリア                                     | ヨーロッパ   | AMSB                       | 正会員               | amsbulgaria.net/（ブルガリア語）                                            |
| ブルキナファソ                                 | アフリカ     | AEM                        | 正会員               | abem.wordpress.com/（フランス語）                                           |
| ブルンジ                                       | アフリカ     | ABEM                       | 正会員               |                                                                             |
| ベネズエラ                                     | 南北アメリカ | FEVESOCEM                  | 正会員               | fevesocem.org/（スペイン語）                                                |
| ベルギー                                       | ヨーロッパ   | BeMSA                      | 正会員               | bemsa.be/（英語）                                                           |
| ペルー                                         | 南北アメリカ | APEMH                      | 準会員（資格停止）   |                                                                             |
| ペルー                                         | 南北アメリカ | IFMSA-Peru                 | 正会員               | ifmsaperu.org/（スペイン語）                                                |
| ホンジュラス                                   | 南北アメリカ | IFMSA-Honduras             | 正会員               | ifmsahonduras.org/（スペイン語）                                            |
| ボスニア・ヘルツェゴヴィナ                     | ヨーロッパ   | BoHeMSA                    | 正会員               | bohemsa.org/（ボスニア語）                                                  |
| ボスニア・ヘルツェゴヴィナ（スルプスカ共和国） | ヨーロッパ   | SaMSIC                     | 準会員               | samsic.org/（ボスニア語）                                                   |
| ボリビア                                       | 南北アメリカ | IFMSA-Bolivia              | 正会員               |                                                                             |
| ポルトガル                                     | ヨーロッパ   | ANEM                       | 正会員               |                                                                             |
| ポーランド                                     | ヨーロッパ   | IFMSA-Poland               | 正会員               | ifmsa.pl/（ポーランド語） ifmsa.pl/for-english-speaking-students（英語）    |
| マラウイ                                       | アフリカ     | UMMSA                      | 正会員               |                                                                             |
| マリ                                           | アフリカ     | APS                        | 正会員               |                                                                             |
| マルタ                                         | ヨーロッパ   | MMSA                       | 正会員               | mmsa.org.mt/（英語）                                                        |
| マレーシア                                     | アジア太平洋 | SMMAMS                     | 候補会員             |                                                                             |
| 南アフリカ                                     | アフリカ     | SAMSA                      | 正会員（資格停止）   | samsamed.org/（英語）                                                       |
| 南アフリカ                                     | アフリカ     | IFMSA-SA                   | 候補会員             |                                                                             |
| メキシコ                                       | 南北アメリカ | AMMEF                      | 正会員               | ammef.org.mx/（スペイン語）                                                 |
| モルドバ                                       | ヨーロッパ   | ASRM                       | 正会員               | asrm.md/（ルーマニア語） asrm.md/en（英語）                                 |
| モロッコ                                       | 東地中海     | IFMSA-Morocco              | 正会員               |                                                                             |
| モンテネグロ                                   | ヨーロッパ   | MoMSIC                     | 正会員               |                                                                             |
| モーリタニア                                   | アフリカ     | AFMM                       | 候補会員             |                                                                             |
| ヨルダン                                       | 東地中海     | IFMSA-Jo                   | 正会員               | ifmsa-jo.org/（英語）                                                       |
| ラトビア                                       | ヨーロッパ   | LaMSA                      | 正会員               | lamsa.lv/（ラトビア語） lamsa.lv/en/985-2/（英語）                          |
| リトアニア                                     | ヨーロッパ   | LiMSA                      | 正会員               | limsa.lt/（リトアニア語）                                                   |
| ルクセンブルク                                 | ヨーロッパ   | ALEM                       | 正会員               | alem.lu/（フランス語）                                                      |
| ルワンダ                                       | アフリカ     | MEDSAR                     | 正会員               | medsarwanda.org/（英語）                                                    |
| ルーマニア                                     | ヨーロッパ   | FASMR                      | 正会員               | fasmr.ro/（ルーマニア語）                                                   |
| レバノン                                       | 東地中海     | LeMSIC                     | 正会員               | lemsic.org/（英語）                                                         |
| ロシア                                         | ヨーロッパ   | HCCM                       | 正会員               |                                                                             |
| タタールスタン、ロシア                         | ヨーロッパ   | TaMSA-Tatarstan            | 準会員               |                                                                             |

## IFMSAの国際的枠組み
意思決定プロセスは総会（General Assembly; GA）に、実行プロセスは国際委員会に、監視プロセスは監査委員会に委ねられている。
総会はすべてのNMOの代表者により構成され、3月と8月の年2回行われる。総会では、活動、定款・細則などについて様々な決定が行われる。
総会では、毎年役員（Team of Officials; TO）が選出される。役員は理事会（Executive Board; EB）、各常任委員会の代表、リエゾンオフィサー、各地域の代表により構成される。理事会は組織の日々の運営に責任を持っており、資金調達、マーケティング、外部との関係調整、財務管理、各NMOのサポートなど運営上の問題に対処している。
各常任委員会の代表は各常任委員会の活動を実行している。各国、各地方の会員にサポートを提供し、常任委員会の会合の準備を行うほか、新規の活動に対する責任を負う。
リエゾンオフィサーは外部の重要な団体との連絡を管理しており他の組織に対し、IFMSAを代表する役割を担う。
各地域の代表はIFMSAの5つの地域（ヨーロッパ、東地中海、アフリカ、アジア太平洋、南北アメリカ）それぞれの代表としての役割を担う。
監査委員は総会で選出され、役員の業務を評価、監督し、問題が発生した際に対応する役割を担う。

## 会長
2000年以降の会長は以下の通りである。
- 2000-2001 - Sanjeeb Sapkota、ネパール、アジア太平洋
- 2001-2002 - Joel Kammeyer、アメリカ、南北アメリカ
- 2002-2003 - Kristina Sjoberg Ogaard、ノルウェー、ヨーロッパ
- 2003-2004 - Emily Spry、イギリス、ヨーロッパ
- 2004-2005 - Andreas Rudkjobing、デンマーク、ヨーロッパ
- 2005-2006 - Jana Kammeyer、スロバキア、ヨーロッパ
- 2006-2007 - Ahmad Ali、スーダン、アフリカ
- 2007-2008 - Anas Eid、パレスチナ、東地中海地域
- 2008-2009 - Melhim Abou Alwan、レバノン、東地中海地域
- 2009-2010 - Silva Rukavina、クロアチア、ヨーロッパ
- 2010-2011 - Chijioke Chikere Kaduru、ガーナ、アフリカ
- 2011-2012 - Christopher Pleyer、オーストリア、ヨーロッパ
- 2012-2013 - Roopa Dhatt、アメリカ、南北アメリカ
- 2013-2014 - Josko Mise、クロアチア、 ヨーロッパ
- 2014-2015 - Agostinho Moreira de Sousa、ポルトガル、ヨーロッパ
- 2015-2016 - Karim M. Abu Zied、エジプト、東地中海地域
- 2016-2017 - Omar Cherkaoui、モロッコ、東地中海地域
- 2017-2018 - Carlos Acosta、ブラジル、南北アメリカ
- 2018-2019 - Batool Al-Wahdani、ヨルダン、東地中海地域
- 2019-2020 - Nebojša Nikolić、セルビア、ヨーロッパ
- 2020-2021 - Po Chin Li、台湾、アジア太平洋
- 2021-2022 -  Mohamed El Amine Youcef Ali、アルジェリア、東地中海地域
- 2022-2023 -  Mariona Borrell Arrasa、スペインカタルーニャ州、ヨーロッパ
- 2023-2024 -  Evangelia Roubou、ギリシャ、ヨーロッパ

## 総会

### 総会（General Assemblies)
年2回、NMOの代表は総会に集まる。3月と8月の会議には世界中から数百人(600人-900人)の医学生が集まる。総会では組織の問題点の議論や各NMO間の重要な意見交換などが行われる。
総会は組織の最高意思決定機関の役割を果たす一方、会議の実際のプログラムではトレーニングやエバリュエーションなどのセッション、各常任委員会のセッションなどが総会本会議と並行して行われる。多くの参加者は各常任委員会のセッションに参加し、交換留学の契約の締結、各国での活動の報告、新たな活動の計画などが一日を通して行われる。広範なトレーニングがプログラムに組み込まれており、ロビー活動の技術、集団力学、戦略的計画など一般的な大学のカリキュラムでは教えられない一方必要となるような新しいスキルを教えるプログラムもある。
活動が交換留学以外にも幅広く行なわれるようになるにつれ、各常設委員会以外の国際的な活動や、各国、各地方の活動を共有するプロジェクトフェアも開催されている。各分野の専門家との議論の場や国連職員の講義を受講する機会も設けられている。
総会毎に特別財務委員会が選出され、組織の予算と財政の監査を行う。そのほか、理事会、役員、IFMSAのプロジェクトからの報告の承認、公式なIFMSAの政策提言の承認なども行う。組織の将来に関わる重要な決定はNMOの代表と理事会が共同で協議し、総会本会議で承認される。
総会を誘致、開催することは組織委員会にとり名誉である一方、大きな試練でもある。ボランティアの学生により、資金調達から実行に至るまでのすべての運営が行われる。総会前後にはソーシャルプログラムも行われ、開催国の文化や創造性を他国からの参加者に紹介する機会になっている。
過去の総会の開催都市は以下の通りである
- 1951年：コペンハーゲン、デンマーク
- 1952年：ロンドン、イギリス
- 1953年：チューリヒ、スイス
- 1954年：ローマ、イタリア
- 1955年：アムステルダム、オランダ
- 1956年：ベオグラード、ユーゴスラビア
- 1957年：コペンハーゲン、デンマーク
- 1958年：東ベルリン、東ドイツ
- 1959年：イスタンブール、トルコ
- 1960年：ミラノ、イタリア
- 1961年：エルサレム、イスラエル
- 1962年：マドリード、スペイン
- 1963年：オスロ、ノルウェー
- 1964年：グダニスク、ポーランド
- 1965年：エディンバラ、イギリス
- 1966年：アテネ、ギリシャ
- 1967年：ウィーン、オーストリア
- 1968年：ヘルシンキ、フィンランド
- 1969年：エルサレム、イスラエル
- 1970年：西ベルリン、西ドイツ
- 1971年：パリ、フランス
- 1972年：ボローニャ、イタリア
- 1973年：シンガポール
- 1974年：ハイファ、イスラエル
- 1975年：フィラデルフィア、アメリカ
- 1976年：香港
- 1977年：スナボー、デンマーク
- 1978年：マトライ・アム・ブレンナー（英語版）、オーストリア
- 1980年：カイロ、エジプト
- 1981年：カトゥーンバ、オーストラリア
- 1982年：ロールシャッハ、スイス
- 1983年：ラクイラ、イタリア
- 1984年：ソルバッカ（英語版）、スウェーデン
- 1985年：ファルケンブルフ（英語版）オランダ
- 1986年：ザンクト・ペルテン、オーストリア
- 1987年：ベオグラード、ユーゴスラビア
- 1988年：ラゴス、ナイジェリア
- 1989年：リスボン、ポルトガル
- 1990年：フラデツ・クラーロヴェー、チェコスロバキア
- 1991年：オーランド諸島、フィンランド
- 1992年：ロンドリーナ、ブラジル
- 1993年：スナボー、デンマーク
- 1994年：スコピエ、マケドニア
- 1995年：バルセロナ、カタルーニャ
- 1996年：プラハ、チェコ
- 1997年：ケープタウン、南アフリカ
- 1998年：フルガダ、エジプト
- 1999年：モンテレイ、メキシコ
- 2000年3月：クオピオ、フィンランド
- 2000年8月：ポルト、ポルトガル
- 2001年3月：セント・ポールズ・ベイ、マルタ
- 2001年8月：オールボー、デンマーク
- 2002年3月：コパオニク（英語版）、セルビア・モンテネグロ
- 2002年8月：台北、台湾
- 2003年3月：パルヌ、エストニア
- 2003年8月：エグモント・アーン・ゼー（英語版）、オランダ
- 2004年3月：ポルラマル、ベネズエラ
- 2004年8月：オフリド、マケドニア
- 2005年3月：アンタルヤ、トルコ
- 2005年8月：フルガダ、エジプト
- 2006年3月：プコン、チリ
- 2006年8月：ズラチボル（英語版）、セルビア
- 2007年3月：マンジュラ、オーストラリア
- 2007年8月：カンタベリー、イギリス
- 2008年3月：モンテレイ、メキシコ
- 2008年8月：オーチョ・リオス、ジャマイカ
- 2009年3月：ハンマメット、チュニジア
- 2009年8月：オフリド、マケドニア
- 2010年3月：バンコク、タイ
- 2010年8月：モントリオール、ケベック
- 2011年3月：ジャカルタ、インドネシア
- 2011年8月：コペンハーゲン、デンマーク
- 2012年3月：アクラ、ガーナ
- 2012年8月：ムンバイ、インド
- 2013年3月：ボルチモア、アメリカ
- 2013年8月：サンティアゴ、チリ
- 2014年3月：ハンマメット、チュニジア
- 2014年8月：台北、台湾
- 2015年3月：アンタルヤ、トルコ
- 2015年8月：オフリド、マケドニア
- 2016年3月：セント・ポールズ・ベイ、マルタ
- 2016年8月：プエブラ、メキシコ
- 2017年3月：ブドヴァ、モンテネグロ
- 2017年8月：アルーシャ、タンザニア
- 2018年3月：フルガダ、エジプト
- 2018年8月：モントリオール、ケベック
- 2019年3月：ポルトロシュ、スロベニア
- 2019年8月：台北、台湾
- 2020年3月：キガリ、ルワンダ
- 2020年8月：パナマ市、パナマ（新型コロナウイルスの影響により開催中止、オンラインでの開催）

2012年3月の総会の開催地は、2011年3月10日に行われた総会の本会議における投票でガーナのアクラを破り、東京に決定していた。しかし、翌日に東日本大震災が発生したため開催を辞退し、代替地としてアクラでの開催が決定した。

### 地域会議（Regional and sub-regional meetings）
総会に加え、定期的に各地域における地域会議も開催される。会議は総会と似た日程で各地域において年1回開催される。総会に比べより多くの学生に参加の機会があり、より地域に関係のある問題に焦点を当てたプログラムが行われる。
過去のアジア太平洋地域会議（Asia-Pacific Regional Meeting; APRM）の開催都市は以下の通りである。
- 2004年：マニラ、フィリピン
- 2005年：プーケット、タイ
- 2006年：ジャカルタ、インドネシア
- 2007年：大阪、日本
- 2008年：台北、台湾
- 2009年：開催せず
- 2010年：バンコク、タイ
- 2011年：香港
- 2012年：クアラルンプール、マレーシア
- 2013年：ジョグジャカルタ、インドネシア
- 2014年：ダッカ、バングラデシュ
- 2015年：マニラ、フィリピン
- 2016年：バンコク、タイ
- 2017年：東京、日本
- 2018年：ソウル、韓国
- 2019年：香港
- 2020年：バンコク、タイ（新型コロナウイルスの影響により開催中止）